# Charles L. Sullivan
Charles L. Sullivan (* 20. August 1924; † 18. April 1979 bei Clarksdale, Mississippi) war ein US-amerikanischer Politiker. Zwischen 1968 und 1972 war er Vizegouverneur des Bundesstaates Mississippi.

## Werdegang
Über die Jugend und Schulausbildung von Charles Sullivan ist nichts überliefert. Nach einem Jurastudium und seiner Zulassung als Rechtsanwalt begann er in Clarksdale in diesem Beruf zu arbeiten. Er war Pilot in der Air National Guard und brachte es dort bis zum General. Politisch schloss er sich vorübergehend der 1952 gegründeten Constitution Party an. Bei den Präsidentschaftswahlen des Jahres 1960 kandidierte er für diese Partei in Texas, während der ehemalige Brigadegeneral Merritt B. Curtis in anderen Staaten antrat. Beide Männer blieben angesichts der Übermacht der beiden staatstragenden Parteien chancenlos. Sullivan erreichte 18.170 Stimmen, was einem Anteil von 0,03 Prozent entsprach. Er wechselte dann zur Demokratischen Partei. 1963 bewarb er sich erfolglos um das Amt des Gouverneurs von Mississippi. Er war ein strenger Verfechter der Rassentrennung.
1967 wurde Sullivan an der Seite von John Bell Williams zum Vizegouverneur seines Staates gewählt. Dieses Amt bekleidete er zwischen 1968 und 1972. Dabei war er Stellvertreter des Gouverneurs und Vorsitzender des Staatssenats. In der Frage der Rassentrennung mussten sich sowohl Williams als auch Sullivan widerwillig der liberalen Politik der Bundesregierung fügen. Die Segregation an Schulen wurde aufgehoben. Nach seiner Zeit als Vizegouverneur ist Charles Sullivan politisch nicht mehr in Erscheinung getreten. Er starb am 18. April 1979 bei einem Flugzeugabsturz nahe seiner Heimatstadt Clarksdale.